# Perłówka orzęsiona
Perłówka orzęsiona (Melica ciliata L.) – gatunek byliny należący do rodziny wiechlinowatych (dawniej zwanych trawami). Występuje na stanowiskach naturalnych w Europie Południowe od Hiszpanii po Kaukaz i dalej w Azji po zachodnie Chiny, poza tym w północno-zachodniej Afryce. Z Polski gatunek podawany był z trzech stanowisk w Sudetach, aczkolwiek okazało się, że rośliny te w wąskim ujęciu systematycznym w istocie reprezentują gatunek perłówka siedmiogrodzka Melica transsilvanica.

## Morfologia

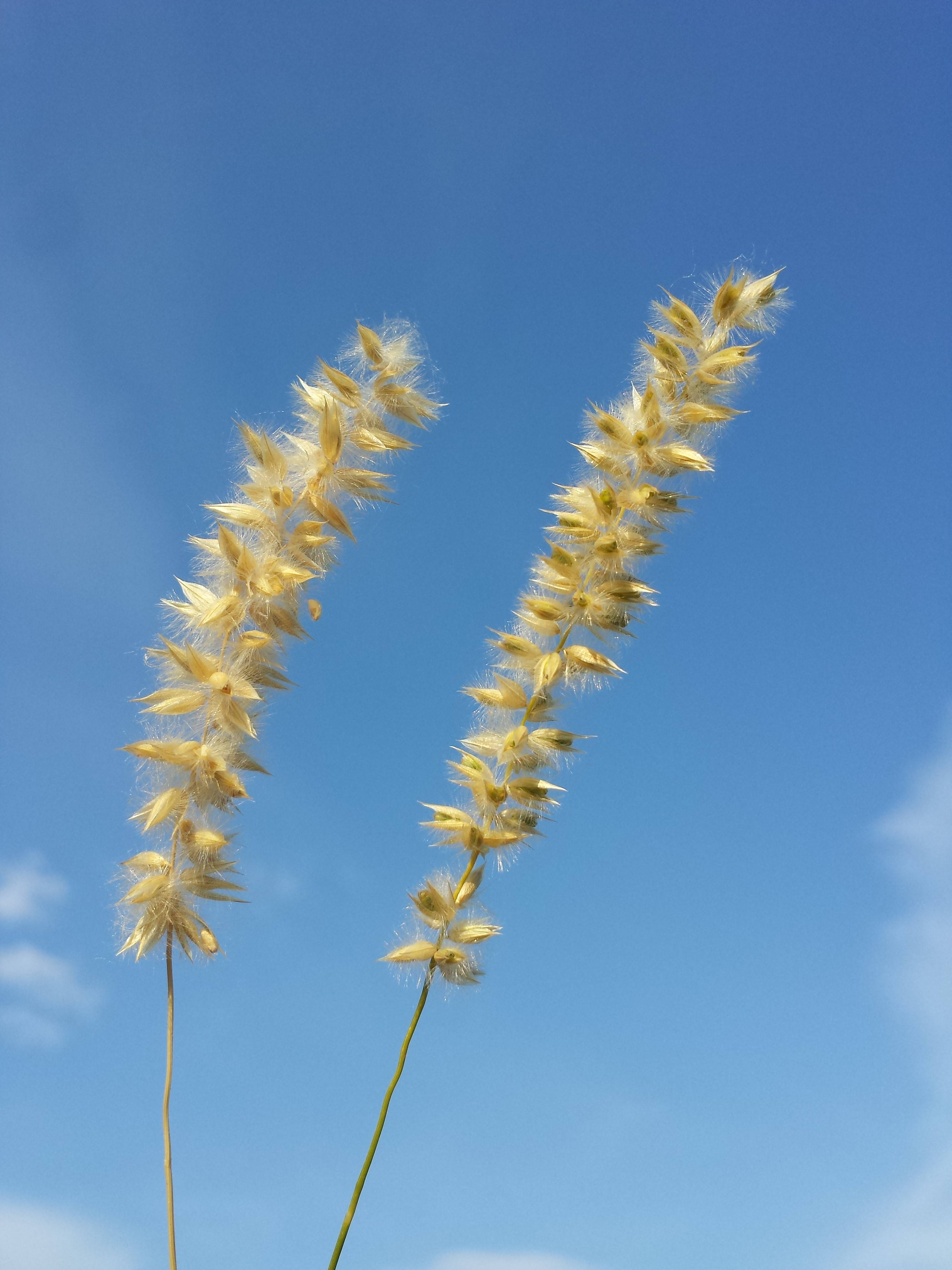
Kwiatostany

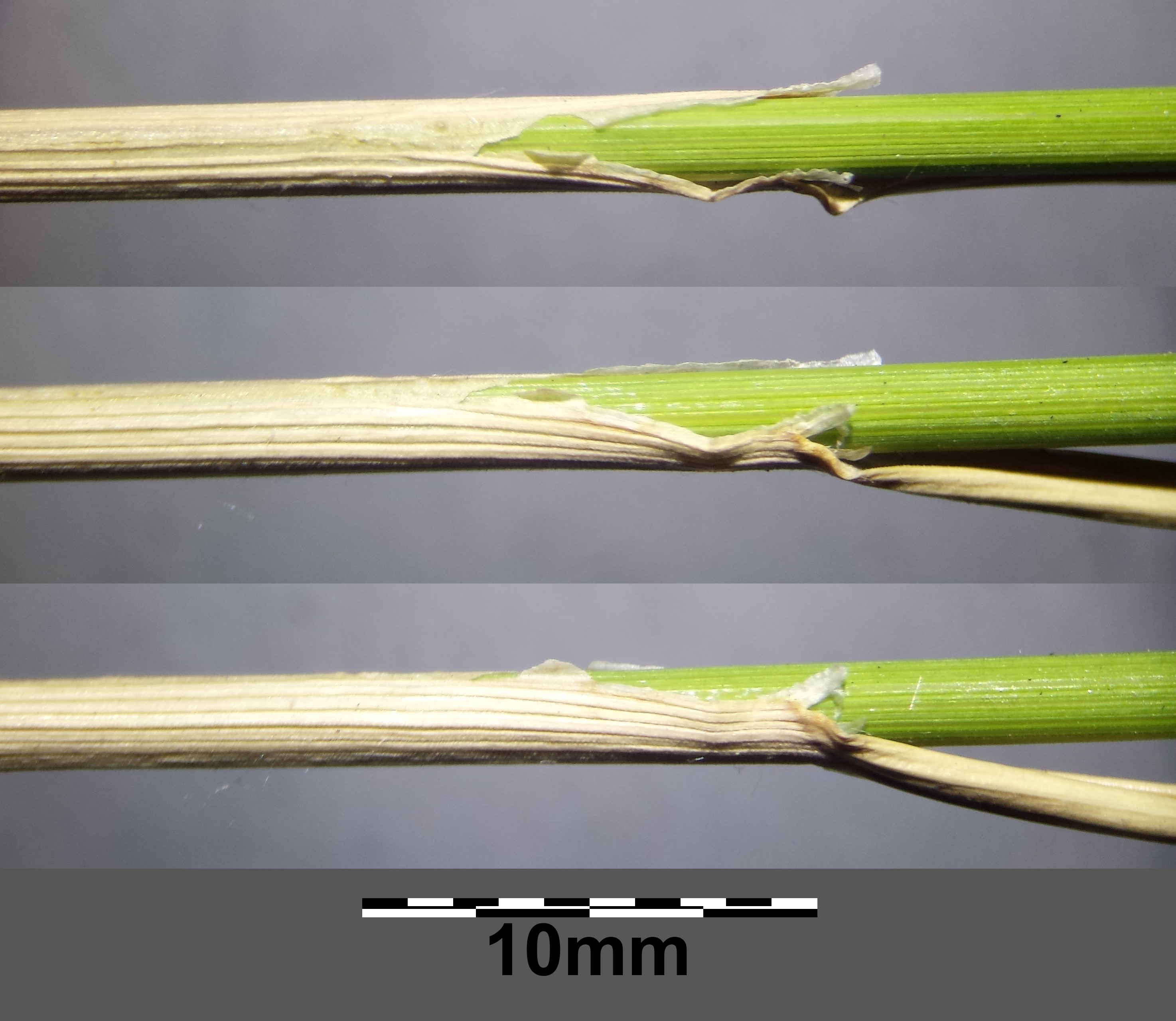
Pochwa liściowa

PokrójWieloletnia, roślina zielna, mrozoodporna, tworząca zimozielone kępy wysokości około 25 cm.
ŁodygaCienkie, wiotkie źdźbło o wysokości do 60 cm.
LiścieSzaro-zielone, miękkie, w gęstych kępach, równowąskie lub nawet nitkowate, zwinięte rynienkowato.
KwiatyLuźno rozrzucone, przewieszające, wiatropylne, zebrane w szczytową wiechę, wysokość kwiatostanu od 50 do 60 cm. Z początku bladozielone, czasem purpurowo nabiegłe, po dojrzeniu żółtawe lub perłowe. Uschłe pędy kwiatostanów  utrzymają się na roślinie aż do jesieni. Kwitnie z początkiem czerwca.
OwocZiarniak koloru perłowego.
KorzeńPosiada wiązkowy system korzeniowy.

## Biologia i ekologia
Rośnie na stanowiskach nasłonecznionych, suchych, na glebie zasadowej, ubogiej, często kamienistej. Rośnie na piaskach, rumoszu skalnym, piargach, żwirze. Preferuje umiarkowanie ciepłe warunki klimatyczne. Jest autotrofem i hemikryptofitem.

## Zmienność
Gatunek Melica ciliata w szerokim ujęciu (sensu lato) tworzy kompleks taksonów, w obrębie którego wyróżnia się:
- Melica ciliata L. sensu stricto
- Melica ciliata subsp. magnolii Husnot
- Melica taurica C. Koch
- Melica cretica Boiss. et Heldr.
- Melica transsilvanica Schur – perłówka siedmiogrodzka

Taksony te są słabo odróżnialne pod względem morfologicznym, podczas gdy wyraźnie różnią się genetycznie.

## Zagrożenia
Kategorie zagrożenia gatunku:
- Kategoria zagrożenia w Polsce według Czerwonej listy roślin i grzybów Polski (2006)[7]: E (wymierający).
- Kategoria zagrożenia w Polsce według Polskiej czerwonej księgi roślin: CR (critical, krytycznie zagrożony).

## Zastosowanie
Roślina ozdobna stosowana do nasadzeń naturalistycznych w miejscach otwartych, nasłonecznionych, umiarkowanie wilgotnych lub na obrzeżach dużych grup krzewów. Kłoski po zasuszeniu wykorzystywane są jako dodatek do bukietów kwiatowych.